# 勝川インターチェンジ
勝川インターチェンジ（かちがわインターチェンジ）は、愛知県春日井市にある名古屋第二環状自動車道のインターチェンジである。

## 概要
国道19号と連絡することを目的とする出入口である。当該ICは国道19号を南北方向に挟むダイヤモンド型インターチェンジで、国道302号から出入する形で東西2箇所の出入口が配置されている。東側は名古屋IC・名古屋南JCT方面への入口と同方面からの出口が、西側は名古屋西JCT方面への入口と同方面からの出口が配置されている。東西出入口の間には、国道19号の他に愛知県道508号内津勝川線と愛知県道59号名古屋中環状線を含めた3路線を挟むことから、東西出入口の間隔は長めになっている。

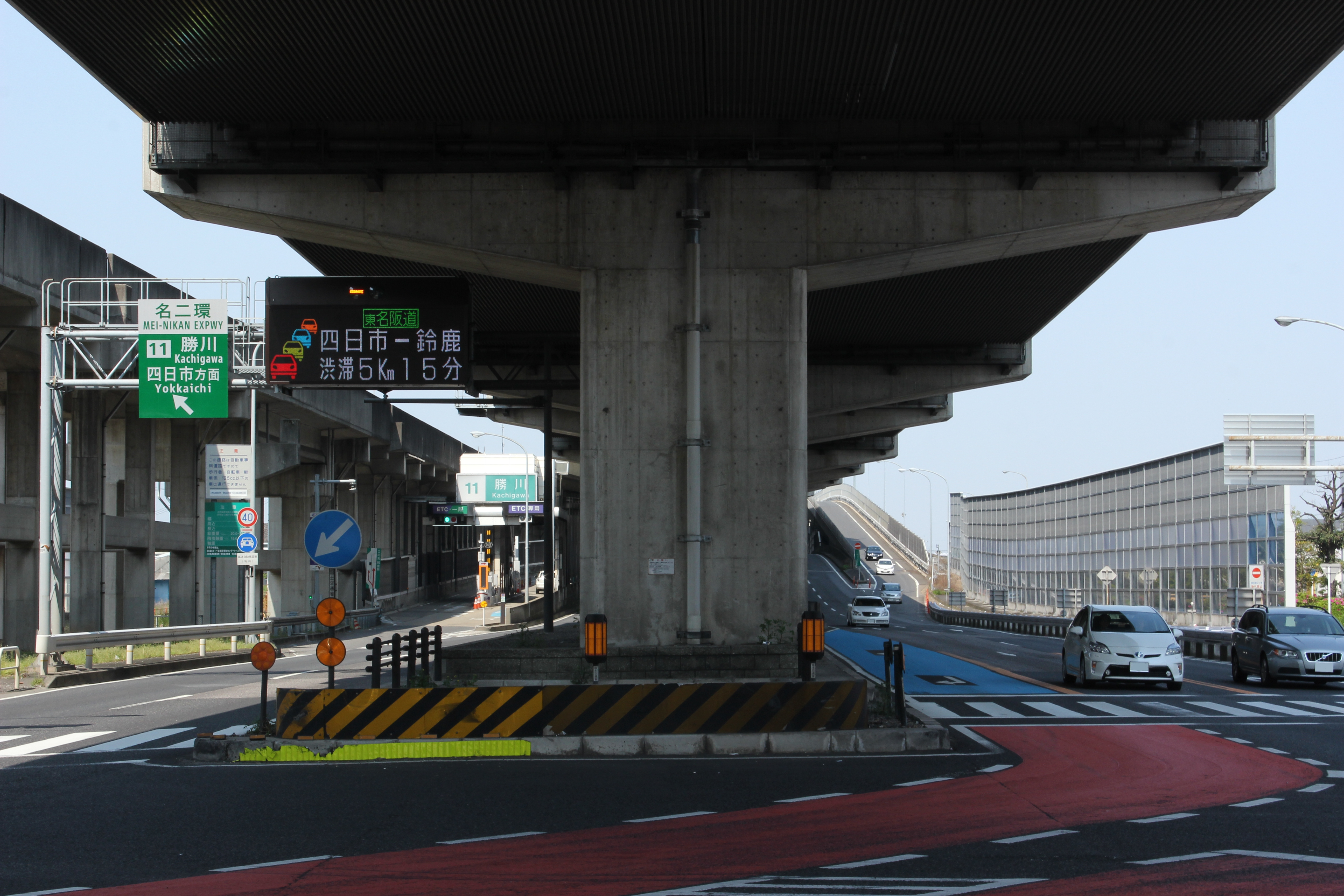
西側の出入口（手前交差点で国道19号と連絡）。1991年に先行開業した。
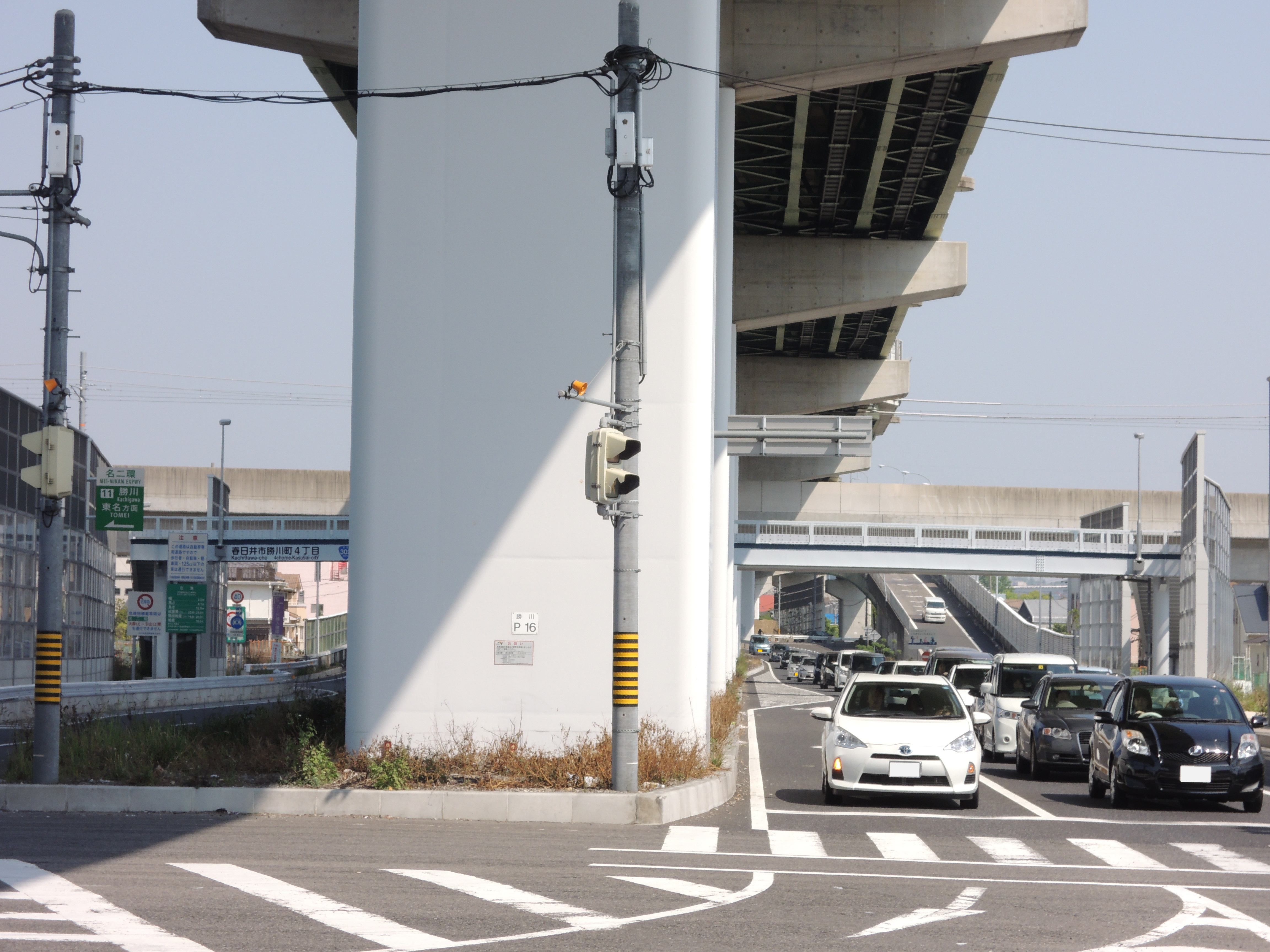
東側の出入口（手前交差点で愛知県道508号内津勝川線と連絡）。1995年の開業。
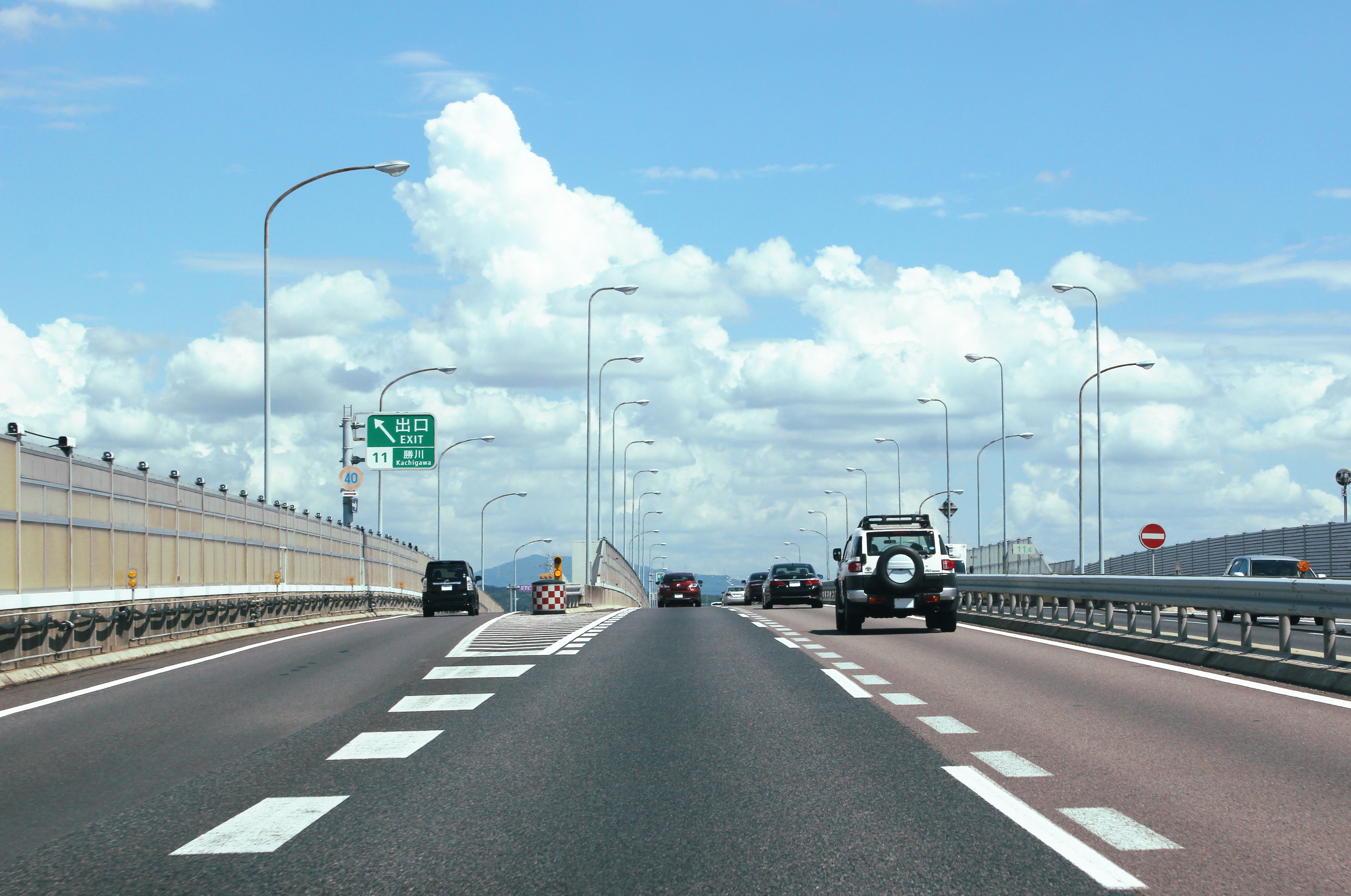
外回り流出部
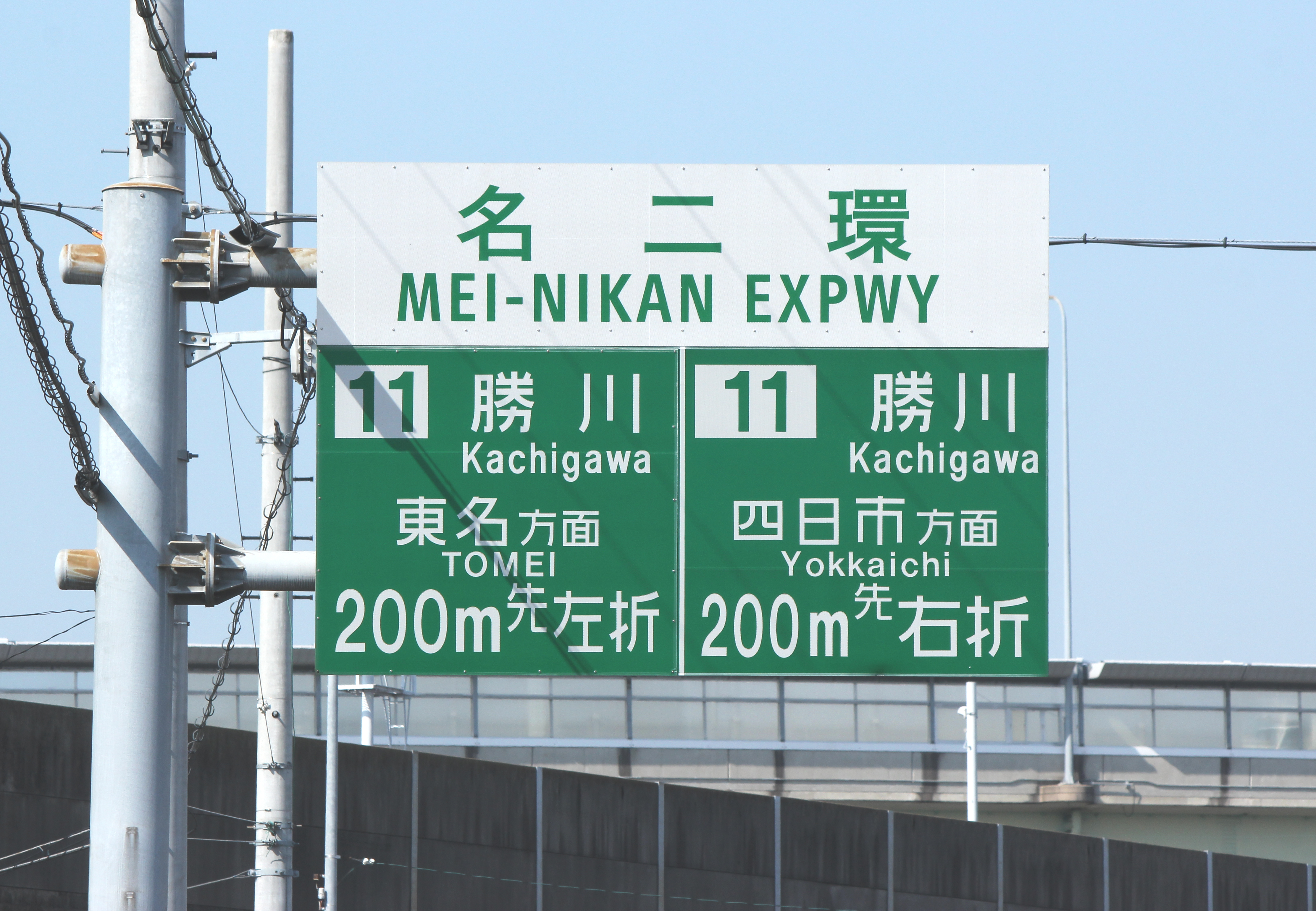
ダイヤモンド型ICのため、行先によって利用する入口を二者択一で選択することになる。

## 歴史

### 前史
| 勝川エリアの交通インフラは土地区画整理事業に相乗りして整備された。このため機能的な配置となっている（画像左）。東側出入口設置当初は画像右の信号部から下り坂となって当時平面横断していた中央線をアンダークロスした。また、画像奥に通じる国道302号は当時信号より奥は存在せず、現在の姿とは全く様相を異にしていた。中央線が完全高架化されたのは2009年、信号より奥の国道302号が開通したのは2011年である。  |  | 勝川エリアの交通インフラは土地区画整理事業に相乗りして整備された。このため機能的な配置となっている（画像左）。東側出入口設置当初は画像右の信号部から下り坂となって当時平面横断していた中央線をアンダークロスした。また、画像奥に通じる国道302号は当時信号より奥は存在せず、現在の姿とは全く様相を異にしていた。中央線が完全高架化されたのは2009年、信号より奥の国道302号が開通したのは2011年である。 |
| 勝川エリアの交通インフラは土地区画整理事業に相乗りして整備された。このため機能的な配置となっている（画像左）。 東側出入口設置当初は画像右の信号部から下り坂となって当時平面横断していた中央線をアンダークロスした。また、画像奥に通じる国道302号は当時信号より奥は存在せず、現在の姿とは全く様相を異にしていた。中央線が完全高架化されたのは2009年、信号より奥の国道302号が開通したのは2011年である。 |  | |

春日井市の勝川町エリアは国鉄中央線の勝川駅を中心に発展した。やがて当該エリアに国道19号のバイパス（現在の国道19号。当時の国道19号は現・愛知県道508号内津勝川線）、国鉄中央線の高架化、国鉄瀬戸線（現在のJR東海交通事業城北線）の建設、名古屋環状2号線の建設が集中して計画された。このことから愛知県は1979年より春日井都市計画事業勝川土地区画整理事業に着手した。当該事業によって多数の家屋が集団移転のうえ、先に見た交通インフラが建設された。住宅密集地帯の中にあって後から建設された国道19号バイパス、名古屋環状2号線、城北線が整然と配置されているのはこうした歴史的経緯によっている。
この土地区画整理事業と並んで期待されたのが、勝川エリアを分断しているJR中央線の高架化事業であった。これによる再開発で勝川駅前商店街の近代化を推進し、当時急ピッチで建設中の国道302号を高架下に通すことによって、当該エリアの活性化と交通インフラ強化に繋がるものと期待された。1989年には大蔵省によって中央線立体交差化事業への予算が組まれ、勝川駅周辺の2.1キロ区間の高架化が決定した。以下に見る高架化事業に絡めた勝川IC設置と国道302号建設に至る背景には、長きに渡った再開発事業に寄せる自治体からの並々ならぬ期待があった。

### 供用後
1991年3月、東名阪自動車道の清洲東IC - 勝川IC間が延伸開業し、この時は西側出入口のみ開設された。1993年12月には勝川IC - 名古屋IC間が延伸開業したが、勝川ICの東側出入口（名古屋IC方面出入口）は同時供用されなかった。これは国道302号と東側ランプウェイの分合流予定地に当時、JR中央線が平面横断していたためである。
日本道路公団（現・NEXCO中日本）は当初、JR中央線を早期に立体交差化のうえ、その下に国道302号を通し、東側ランプウェイを構築して本線同時供用とする予定でいた。だが、関係機関との協議で高架事業の完成目途が1996年度とされたことによって、東側出入口の1993年12月の本線同時供用は断念せざるを得なくなった。よって当面は名古屋IC方面への連絡は小幡ICないし春日井ICによる代替ICへ誘導することとされ、中央線の立体交差事業完了をもって東側出入口も開設する手筈とされた。
ところが、立体交差事業のさらなる遅れが見込まれ、2003年度の完成とされたことから、中央線の高架化を待たずに平面横断の状態で東側出入口を開設することになった。出入口の位置は様々な制約から立体交差前提の計画位置に据え置いて検討を加えた。すなわち、地上から本線に至るランプウェイは現計画位置のままとして、ランプウェイと国道302号を連結するアプローチを工夫することでランプ運用を図ることとした。
この時点でさまざまな検討案が出され、この内の一つが平面横断するJR中央線に暫定踏切を設けてランプを開設する内容だった。しかし、JR東海は運行密度の高さから（平均5分間隔）踏切事故による大惨事を懸念して暫定踏切設置を拒否した。一方で、上社方面からの国道302号を中央線手前でUターンさせてランプウェイに接続することも検討されたが、オン、オフの両ランプが平面交差することもあって、こちらも取り下げられた。
結果的に、県道508号交差点からただちに下り坂となって線路直下をアンダーパスのうえ、V字で上り急勾配に転じて現計画位置のランプウェイに連結するという苦肉の策が採用された。ただし、県道508号からランプウェイまでの短い距離で建築限界（高さ4.5m）を確保のうえV字を描くことから急勾配化が避けられず、オンランプの縦断勾配は9％を越えることになった（オフランプは8.8％）。供用開始は名古屋IC延伸開業から遅れること1年4か月目の1995年3月である。なお、立体交差事業は2003年度の完成時期を大幅に超過し、高架の完成は2009年11月、国道302号開通を含めた事業完了は2011年3月となった。平面部の線路撤去に伴い、ランプの一部撤去と再施工を実施のうえ国道302号を挟み込む現状のランプ形態となった。なお、国道302号開通よりも高速道路との接続が優先されたことは勝川地区に限ったことではなく、名古屋市名東区や甚目寺町（現・あま市）でも散見される。
名二環は国道302号ともども国道22号 - 国道19号間でJR東海交通事業城北線と一体で計画、建設された経緯から、山田西IC - 勝川IC（東側）間で城北線が並行し、当該ICの東西出入口間でクロスして勝川駅に接続している。城北線の開業日は名二環（当時は東名阪自動車道）清洲東IC - 勝川IC間延伸直後の1991年12月1日である。また、城北線勝川駅は上述のJR中央線勝川エリアの連続立体化工事とリンクして高架で建設、供用され、名二環もこれを跨ぐようにして建設された。このことから、東西の出入口間の本線は城北線との交差部を境に緩やかな勾配となっている。

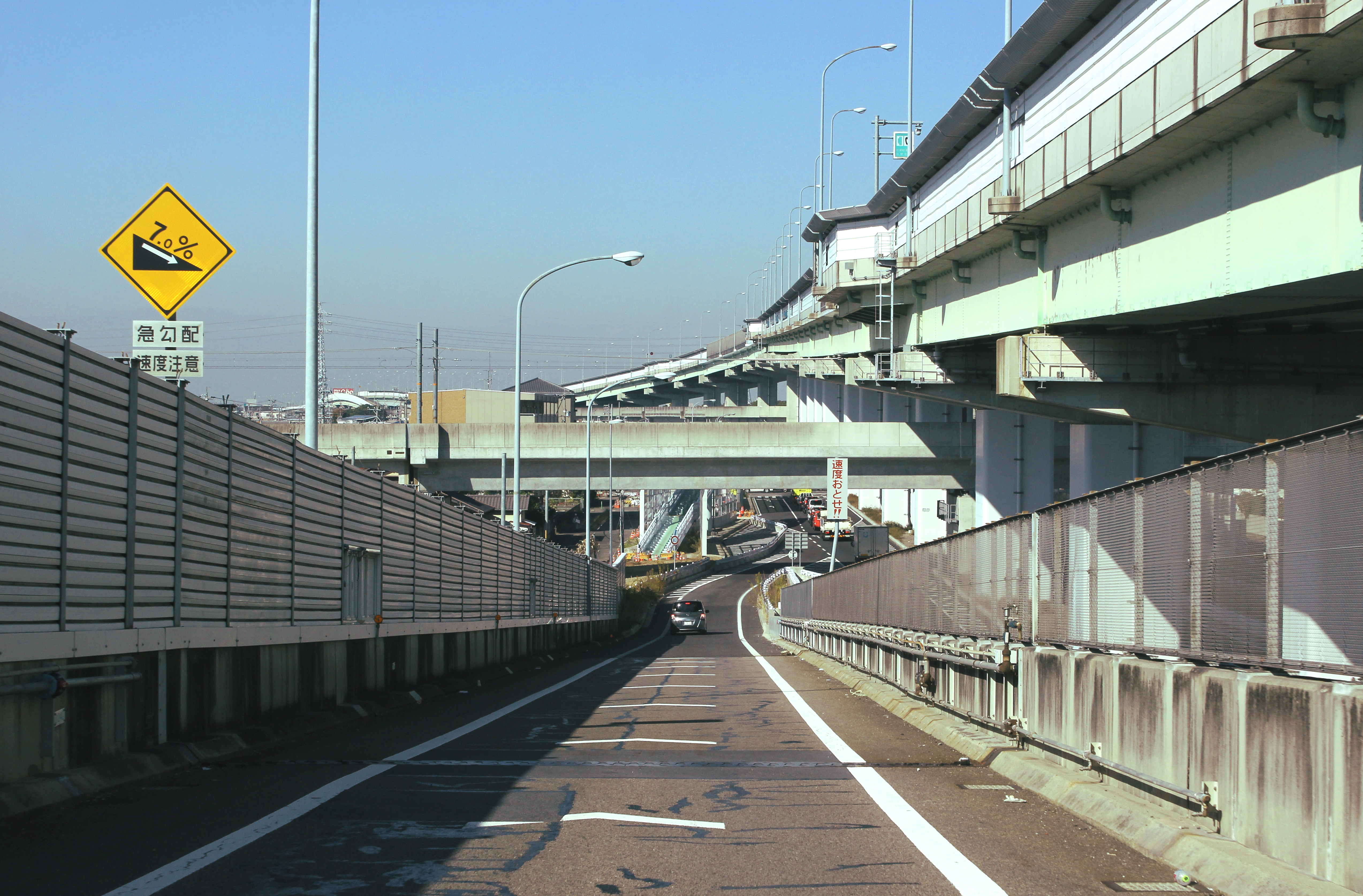
東側オフランプ。中央線が平面交差していた頃の下り勾配は8％で現在よりも急であった[14]。
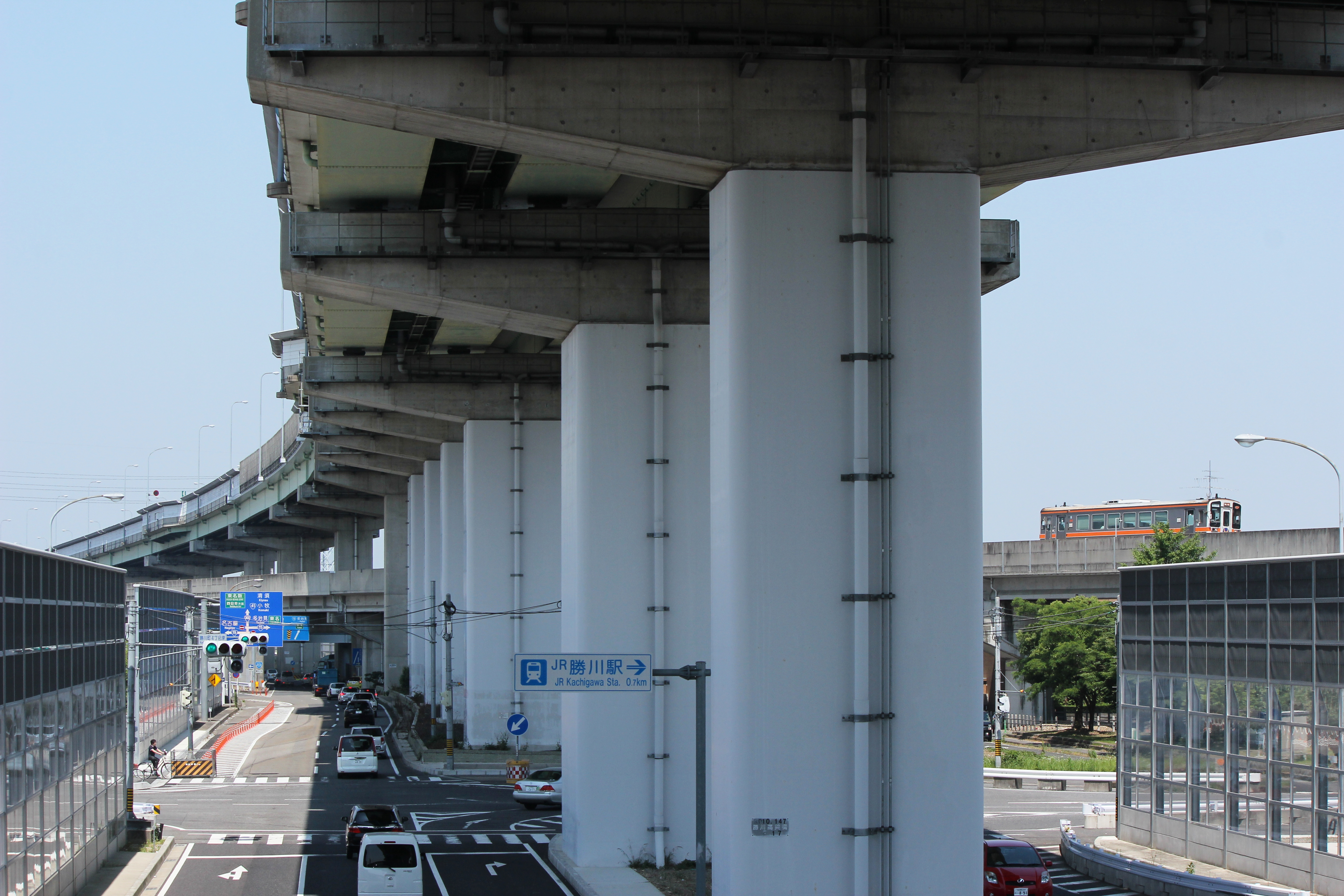
東西（手前が東側）出入口の間で城北線が交差する。手前信号は県道508号交差点。
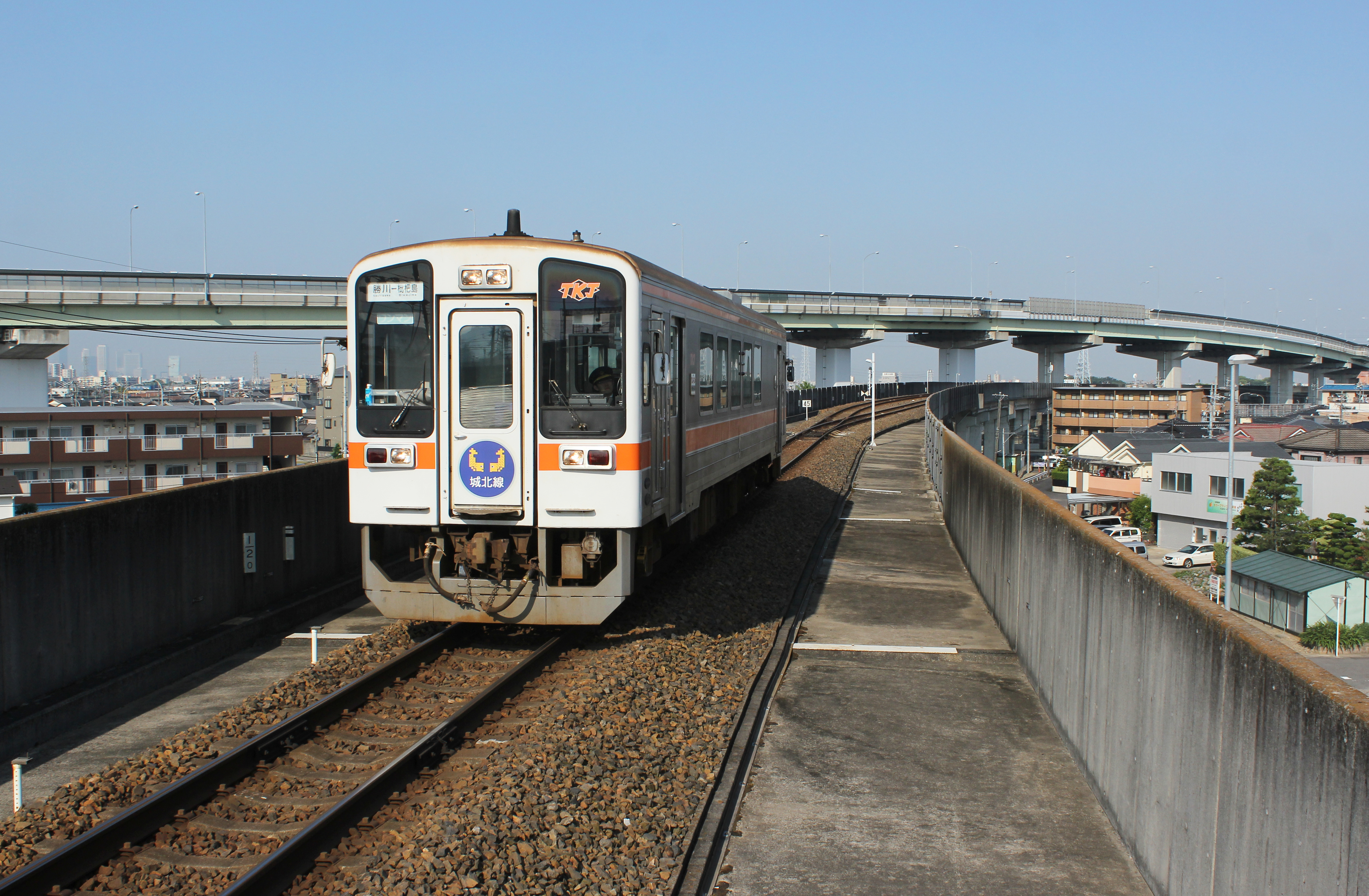
城北線勝川駅付近から名二環を望む。

### 年表
- 1991年（平成3年）3月19日 : 東名阪自動車道清洲東IC - 勝川IC間開通と同時に当ICを開設（西側出入口のみ）[24]。
- 1993年（平成5年）12月3日 : 東名阪自動車道勝川IC - 名古屋IC間開通。ただし東側出入口は未供用とされた[25]。
- 1995年（平成7年）3月28日 : 東側出入口が15時開通[15][26]。
- 2011年（平成23年）
  - 3月20日 : 所属路線名称を名古屋第二環状自動車道（名二環）に変更[27]。
  - 3月28日 : 立体交差事業の完了に伴い春日井市勝川町と町田町間が国道302号で接続[17]。併せて勝川IC東側出入口を新設なった国道302号に接続した（3月25日 - 28日にかけて東側出入口を通行止めとしてランプ改修を実施）[28]。
- 2012年（平成24年）10月29日 : 勝川IC東側出入口と国道302号の接合部が西側に延長され（以前のアンダーパス箇所を改修して道路化）現在の形態となる[29]。

## 周辺
- JR中央本線・JR東海交通事業城北線 勝川駅
- 愛知県営名古屋空港
- 愛知電機 本社工場
- イオン春日井店

## 接続する道路
- 直接接続
  - 国道302号[30]
- 間接接続
  - 国道19号[30]
  - 愛知県道508号内津勝川線[26]
  - 愛知県道59号名古屋中環状線[1]

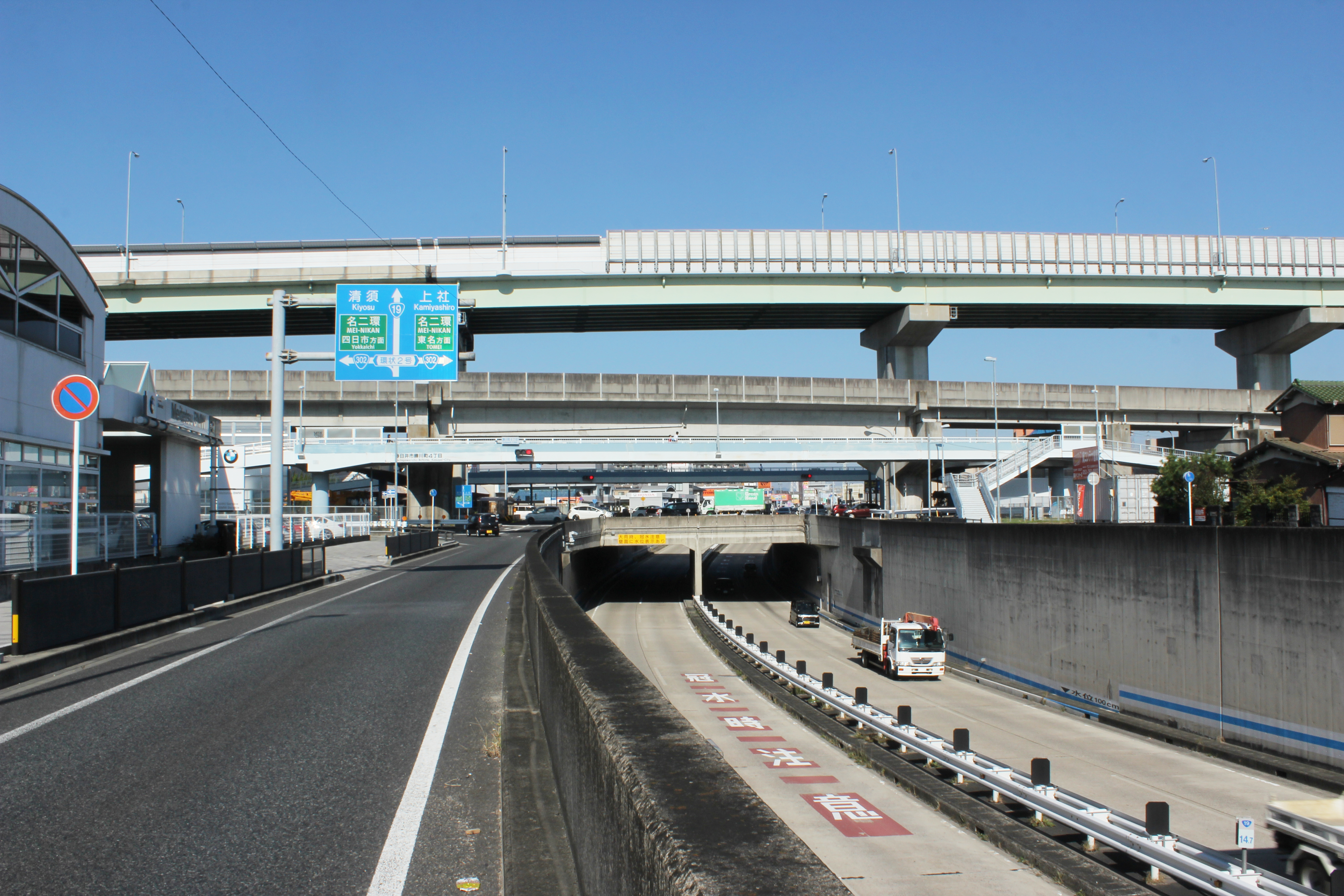
国道302号を介して国道19号と接続
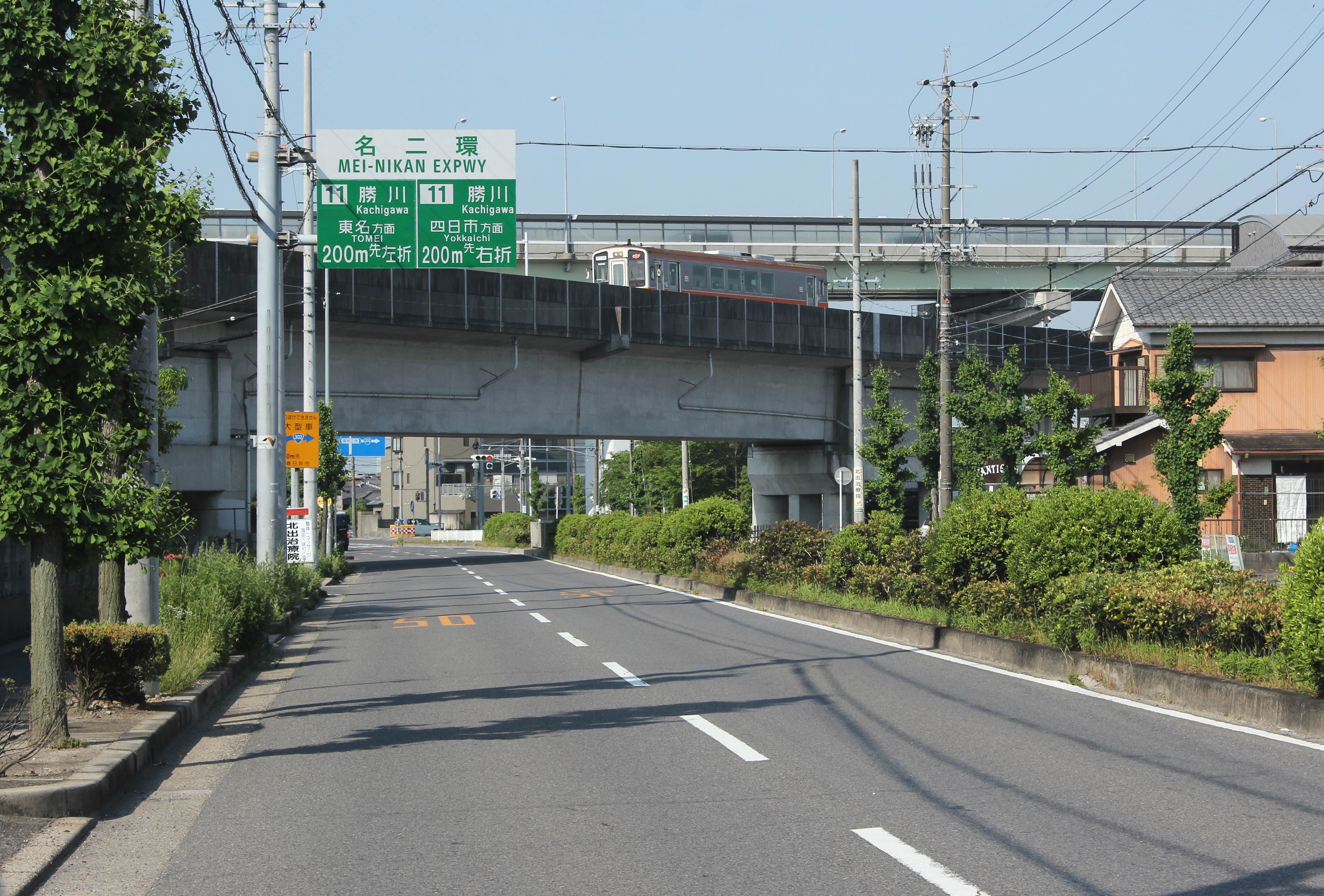
国道302号を介して愛知県道508号と接続
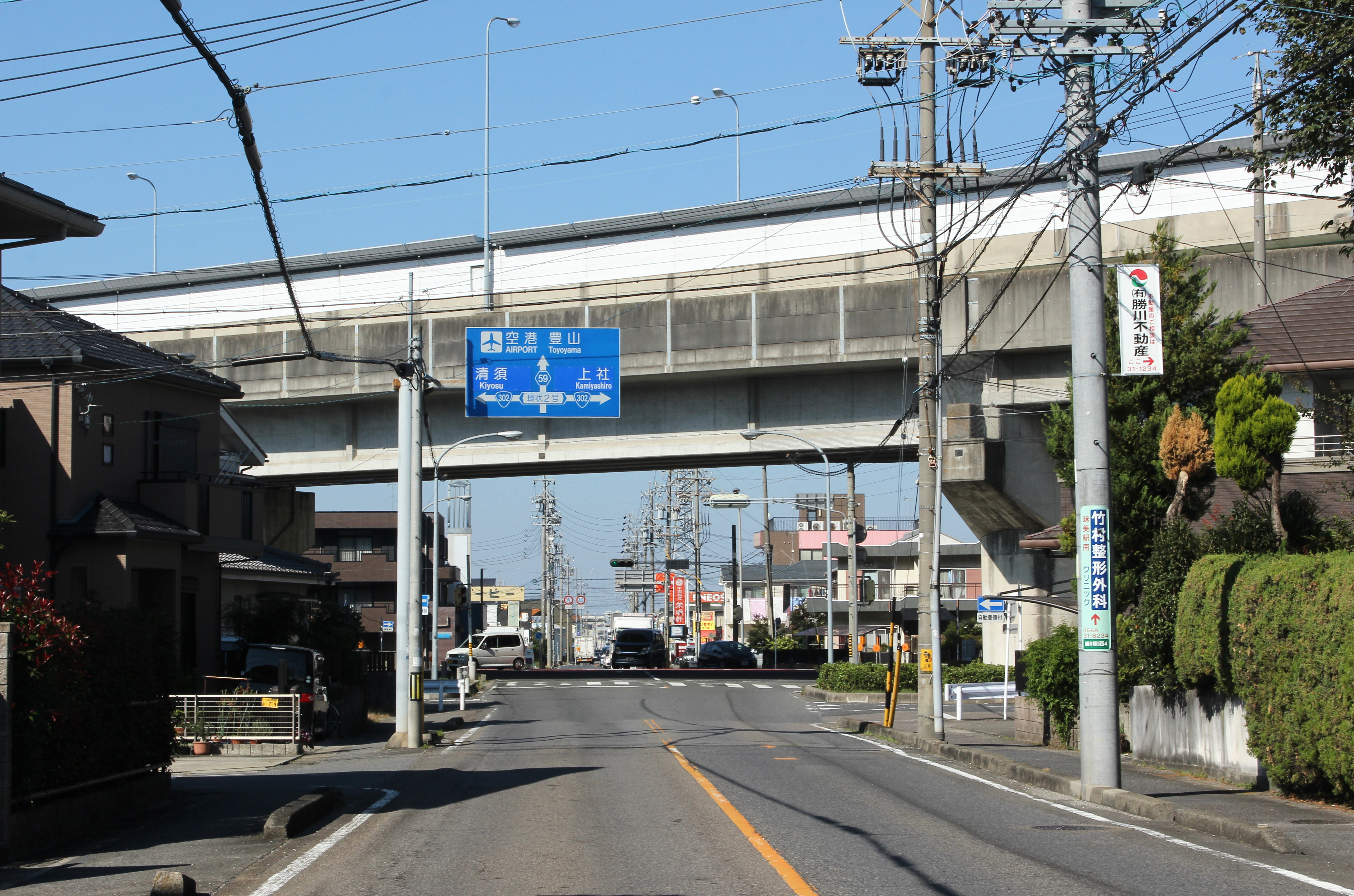
愛知県道59号と接続

## 料金所
| トールゲートは西側（画面左）が地平部、東側（同右）が高架部に設置。 |  | トールゲートは西側（画面左）が地平部、東側（同右）が高架部に設置。 |
| トールゲートは西側（画面左）が地平部、東側（同右）が高架部に設置。 |  |                                                                    |

トールゲートは西側（名古屋西JCT方面）が地平部、東側（名古屋IC・名古屋南JCT方面）が高架部に設置されている。西側は用地の制約から縦分離型で、手前がETC/一般用、奥がETC専用である。
レーン運用は、時間帯やメンテナンスなどの事情により変更される場合がある。

### 第一料金所（上社JCT・名古屋南JCT方面）
- レーン数 : 2[33]
  - ETC専用 : 1
  - 一般 : 1

### 第二料金所（清洲JCT・名古屋西JCT方面）
- レーン数 : 2[33]
  - ETC専用 : 1
  - ETC/一般 : 1

## 隣
C2 名古屋第二環状自動車道
(10)松河戸IC - (11)勝川IC - (12)楠IC